# Jocelyne Villeton
Jocelyne Villeton, stéphanoise née le 17 septembre 1954 à Vals-les-Bains, est une marathonienne française. Elle est la première médaillée française de l'histoire des championnats du monde d'athlétisme en remportant une médaille de bronze lors des championnats de Rome en 1987. Elle réussit également à se classer 3e, 4e et 6e au marathon de New York lors de différentes éditions.

## Biographie
Jocelyne Villeton ne pratique l'athlétisme qu'occasionnellement dans son adolescence puis dans les années 1970.
Se retrouvant au chômage au début des années 1980, elle décide de se consacrer à la course de fond, entraînée par son mari. Dès 1984, elle est championne de France du 10 000 mètres et du 25 km route. Les années suivantes, elle gagne de nouveaux titres et réalise de bonnes performances en marathon, notamment une 5e place aux championnats d'Europe à Stuttgart en 1986.
En 1987, alors qu'elle venait de trouver un emploi à la mairie de Saint-Étienne, elle crée la surprise en remportant la première médaille française aux championnats du monde d'athlétisme grâce à sa troisième place au marathon. Sa troisième place à New York plus tard dans l'année confirme son niveau parmi les meilleures coureuses mondiales. Jusqu'en 1991, elle évolue au plus haut niveau européen.
Elle vit à Saint-Genest-Lerpt, et continue à courir en vétéran. Elle est chevalier de l'ordre national du Mérite depuis 2002 et chevalier de la Légion d'honneur depuis 2008.

## Distinctions
- Chevalière de l'ordre national du Mérite
- Chevalière de la Légion d'honneur

## Palmarès

### Championnats de France
- 1984 :  Championnat de France du 10 000 m
- 1984 :  Championnat de France du 25 km route
- 1985 :  Championnat de France du 10 000 m
- 1986 :  Championnat de France du 10 000 m, avec un nouveau record de France
- 1987 :  Championnat de France du 10 000 m
- 1988 :  Championnat de France du 10 000 m
- 1991 :  Championnat de France du 25 km route
- 1991 :  Championnat de France du 10 000 m
- 1995 : 5e du championnat de France du semi-marathon

### Championnats internationaux
- 1984 : 25e du championnat du monde du 10 km route
- 1985 : Sélectionnée au championnat du monde de cross
- 1985 : Championnat du monde du 15 km route
- 1986 : 5e du championnat d'Europe de marathon 1986
- 1987 :  championnat du monde de marathon 1987
- 1988 : 10e du championnat du Monde du 15 km route
- 1988 : 19e du marathon des Jeux olympiques d'été de 1988
- 1992 : Sélectionnée au championnat du monde de semi-marathon
- 1984-1995 : 25 sélections en équipe de France

### Autres performances
- 1985 :  Marathon de Marseille  (2 h 37 min 59 s)
- 1985 :  Marathon de Montréal (2 h 35 min 49 s)
- 1986 :  Marathon de Paris (2 h 32 min 22 s)
- 1986 : 10 000 mètres du Meeting d'Oslo
- 1987 : 4e du Marathon de New York (2 h 32 min 52 s)
- 1987 :  Marathon de New York (2 h 32 min 3 s)
- 1990 : 6e du Marathon de New York

### Vétérans
- 1996 :  Championnat de France 10 km route
- 1997 :  Championnat de France de 10 km
- 1997 :  Championnat de France vétérane de semi-marathon
- 1998 :  Championnat de France de semi-marathon
- 2001 :  « Desert Cup », course en autosuffisance de 168 km non-stop en Jordanie.
- 2002 : Marathon du Mont-St-Michel
- 2002 :  Marathon de New York (45-49 ans)
- 2004 :  Raid « Les 10 commandements » Sinaï (Égypte)
- 2004 :  Marathon de Dublin (VF2)
- 2005 :  Marathon de Rome (VF2)
- 2006 :  Marathon de Paris (VF2)
- 2006 :  Raid « Transmongolie » (300 km, F)
- 2007 :  Marathon de New York (50-54 ans)
- 2010 : Raid « L’Himaladakhie » (Ladakh, Inde) (168 km, F)
- 2013 :  Raid « L’étoile d'Atacama » Chili (246 km, 8 étapes)
- 2014 :  Raid « La Cubanita » Cuba (140 km, 6 étapes)
- 2014 :  Raid « L'île des Dieux » Crète (120 km, 5 étapes)
- 2015: Raid « Équateur L'allée des Volcans » (Équateur) (220 km, 9 étapes)
- 2016:  Raid « Ile d'Elbe Trophée Napoléon » (Ile d'Elbe) (110 km, 5 étapes)
- 2016:  Raid « Sibérie La Transbaïkal » (Sibérie) (270 km, 10 étapes)
- 2017:  Raid « Paul Émile Victor » (Groenland) (163 km, 7 étapes)
- 2018:  Raid « La Capverdienne » (Cap-Vert) (125 km, 5 étapes)
- 2018:  Raid « La 200ème » (Chypre) (137,5 km, 5 étapes)
- 2018 : Marathon de New York (60-64 ans)
- 2019 :  Raid « BOA VISTA Désert Challenge » (Cap-Vert) (114 km, 5 étapes)
- 2019 :  Raid « Les Bouches de Kotor » (Montenegro) Staff
- 2019 :  Raid « La TransNamibie » (Namibie)
- 2022 :   L'Albanie Balkans Trail (117 km, 5 étapes)
- 2024 : Slovénie Alpes Trail Challenge (Slovénie)